# ТХЦФ
ТХЦФ (изворно THC La Familija) хип хоп је група из Београда.

## Историјат
Прву поставу групе чинили су Стефан Глигоријевић Зулуф, Борко Вујичић Боре, Александар Златаров Сале и Ненад Вукотић познатији као ди џеј Сенка.
Први званичан наступ имали су 4. априла 2003. године у Дому омладине Београда, где су били предгрупа бенду Philosophy Smile, а тај датум је узет као дан оснивања групе.
Након наступа у београдским клубовима, гостовања на домаћим реп радио и ТВ емисијама, чланови бенда упознају велики број реп извођача, а између осталих и музичког продуцента Петра Миладиновића, који је продуцирао спот За улицу, ортаке, уједно и први спот групе. Након упознавања са Јанком Јанићијевићем из Басивитија, група снима прву студијску песму.
Први званични уговор група је потписала 9. априла 2004. године и све до маја 2007. године радила на албуму првенцу, који је симболично назван THC la Familija 1. У међувремену, диџеј Сенка напушта групу, а ТХЦФ наставља са радом снимајући рекламу за Синалко. Након тога уследили су концерти у Суботици, Новом Саду, Зрењанину, Крушевцу, Нишу, Сарајеву, Великој Плани и на Егзит фестивалу и Београдској арени где је бенд био предгрупа Фифти Сенту.
Бенд је радио музику за серију Досије затвор, која се емитовала на РТС-у.
Од јесени 2006. године, група је активно кренула да ради на албуму првенцу, на којем су учествовали Немања Којић Којот, Реља Миланковић, Слободан Вељковић Цоби, Јанко Јанићијевић Луд, Суид, Онеја, Петар Милановић и многи други. Албум THC la Familija 1 изашао је у мају 2007. године, у издању Басивитија и Mashroom music продукцијске куће, на њему се нашло 17 песама, а снимљена су и два спота.
У пролеће 2008. године група је радила на албуму Мајмун идзуо, у студију Блинг блинг, код Јанка Нанићијевића Лудог. На албуму се нашло 15 песама, снимљен је у студију Тилт, а изашао је у марту 2009. године На албуму су гостовали Марлон Брутал, Медокс, диџеј Дуби, Деш Беби Баунс, а продуценти су били Петар Миладиновић, Луд, Реља Миланковић, Слободан Вељковић Цоби, Џеј Кук, Легенд и Џими трипл Б. На албуму се нашла и песма са Душаном Прелевићем Прелетом, која је коришћена у документарном филму У реду, победио сам из 2010. године.
Борко Вујичић и Стефан Глигоријевић учествовали су у ријалити-шоу Фарма, 2010. године.
Године 2012. у сарадњи са Бошком Ћирковићем Шкабом избацују компилацију под називом ТХЦФ-Б, на којој се нашло 8 песама. На компилацији је гостовала хип-хоп група Фантастична четворка.
Концерт у Дому Омладине Београд поводом 10 година каријере одржали су 17. маја 2013. године.
Група је 2014. године издала трећи студијски албум са 17 песама, под називом ТХЦФ је више од репа, за којим је владало велико интересовање публике.
Песму Крвави Балкан и Идеш за Канаду, које је постале изузетно популарне објавили су 2015. године. Песме су рађене у Басивити студију, а снимљене су за потребе серијала Досије.
Другу компилацију под називом ТХЦФ-Б2 Масакр на Светог Трифуна, у сарадњи са Бошком Ћирковићем Шкабом група је објавила 2014. године
Бенд је заједно са Београдским синдикатом одржао је концерт у Централном затвору у Београду, 2015. године. Песму за кошаркашку репрезентацију Србије под називом Играј и победи снимили су 2014. године.
Албум Београдско најфиније су издали у јуну 2021. године.

## Дискографија

### Албуми
- THC la Familija 1 (2007)
- Мајмун идзуо (2009)
- ТХЦФ је више од репа (2014)
- Београдско најфиније (2021)
- Суђења и искушења (2023)
- Анђели улице (2024)

### Компилације
- ТХЦФ-Б (2012)
- ТХЦФ-Б2 Масакр на Светог Трифуна (2014)

### Синглови
- ТХЦФ и Цоби — #НННКМ (2015)
- ТХЦФ — Идеш за Канаду (2015)
- ТХЦФ — Не мрзим никога, али не дам ни на своје (2015)
- Диџеј Плаја, ТХЦФ и Гру — План Б (2017)
- ТХЦФ и Марко Роквић — Стани зоро (2017)
- ТХЦФ и Цоби — Крвави Балкан (2017)
- ТХЦФ и Цоби — Екипа најјача (2017)
- ТХЦФ — Од Косова до Канаде (2017)
- ТХЦФ — Од љубави до мржње (2017)
- Диџеј Суерте, Емси и ТХЦФ — Укључи видео (2018)